# 勒蓬泰
勒蓬泰（法語：Le Pontet，法語發音：[lə pɔ̃tɛ]），法国东南部城市，普罗旺斯-阿尔卑斯-蓝色海岸大区沃克吕兹省的一个市镇，隶属于阿维尼翁区和大阿维尼翁城市圈公共社区，其市镇面积为10.77平方公里，2022年1月1日时人口数量为17,985人，在法国城市中排名第563位。
勒蓬泰位于沃克吕兹省西部，罗讷河左岸，省会阿维尼翁市区东北，是一个区域性的中心城市，也是阿维尼翁的一个近郊卫星城，其境内建有大型商业中心及现代居民区。

## 地名来源
根据当地官方网站的论述，“Pontet”一名出自拉丁语“Ponteti”，意为“小桥”，可能与当地16世纪时的一座桥梁有关。
勒蓬泰所处区域历史上曾通行奥克语，“Le Pontet”在奥克语维基百科中对应的拼写为“Lo Pontet”，在同语言的Openstreetmap中对应的拼写则为“Lo Pontet d'Avinhon”，在当地的双语指路牌中则标记为“Lou Pontet”。

## 历史

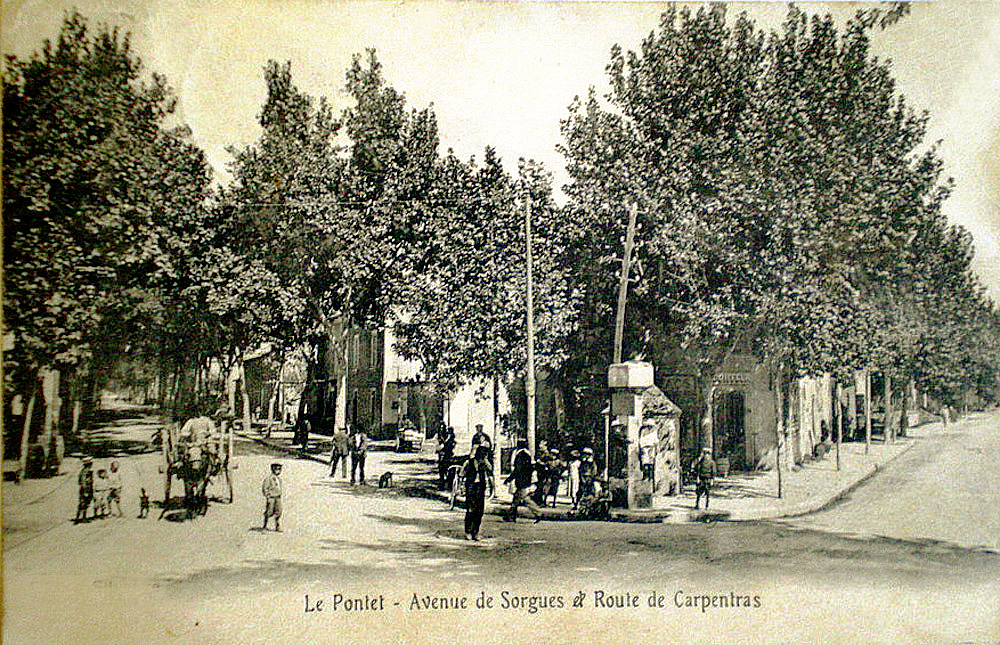
20世纪初的勒蓬泰街头

勒蓬泰的早期历史尚不清楚。根据当地官方网站的论述，中世纪时勒蓬泰曾长期为阿维尼翁的一部分，1309年随着教皇的入驻，阿维尼翁及其周边区域人口开始聚集。勒蓬泰境内的法尔格庄园于14世纪末曾被教皇购买，后被恩仁四世扩建成为一处城堡，工程于15世纪完成。1537年，勒蓬泰境内的木质桥梁被改建为石质。法国大革命期间，勒蓬泰为阿维尼翁的一座村庄，该区域尚不属于法兰西第一共和国。1793年，阿维尼翁与沃奈桑伯爵领地合并组建沃克吕兹省，勒蓬泰成为阿维尼翁市镇的一部分。工业革命期间，途径勒蓬泰的巴黎—马赛铁路陆续建成通车，勒蓬泰境内出现学校、邮局、纺织厂等设施。1920年，四名阿维尼翁市政官员提出了建立勒蓬泰市镇的想法，1925年，勒蓬泰正式从阿维尼翁独立，成为一个独立市镇。20世纪60年代，途径勒蓬泰的国道N7线得到快速化改造。20世纪末，得益于阿维尼翁的城市扩张，勒蓬泰人口数量逐年增加，其境内建成了北阿维尼翁商业区。

## 地理

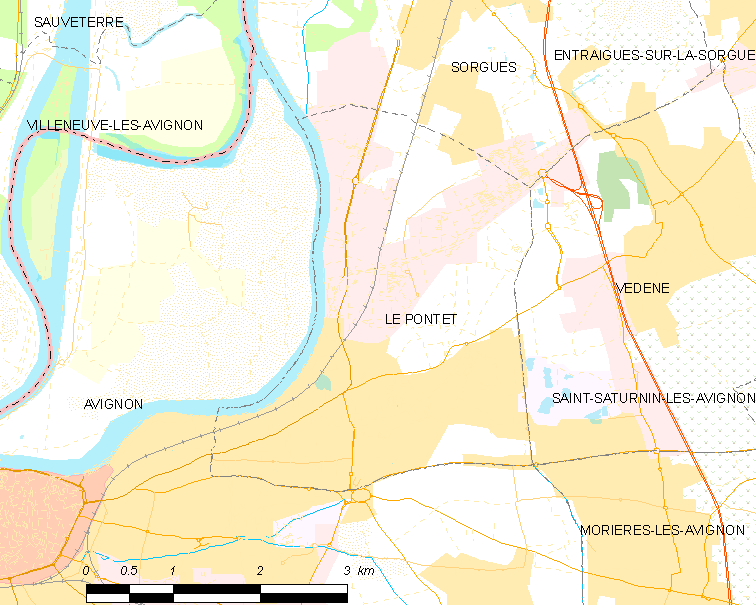
勒蓬泰市镇范围地图

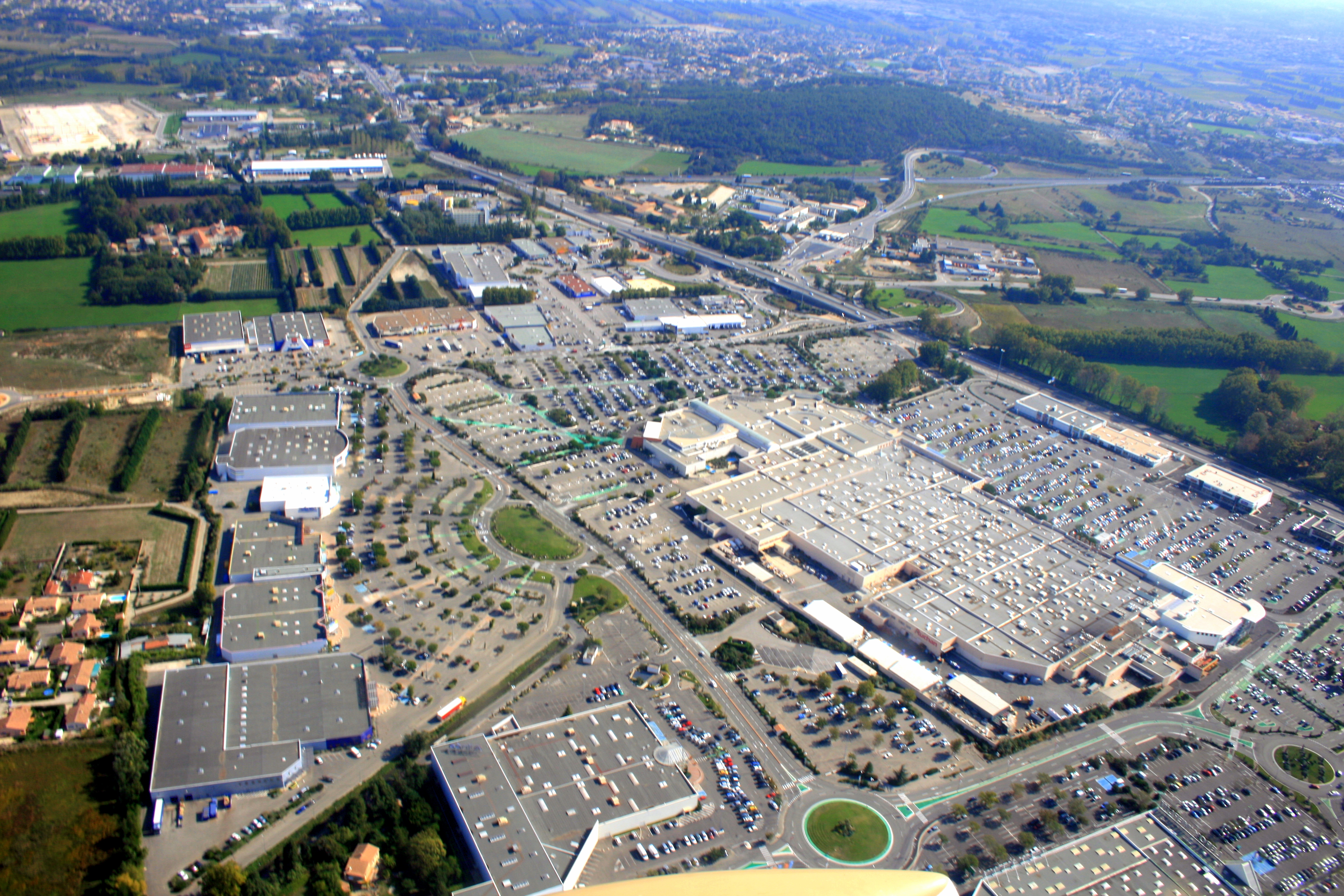
航拍勒蓬泰的商业中心

勒蓬泰位于法国东南部，普罗旺斯-阿尔卑斯-蓝色海岸大区西部和沃克吕兹省西南部，距离省会阿维尼翁大约6公里。与勒蓬泰接壤的市镇包括：阿维尼翁、索尔格和沃代讷。

### 地形
勒蓬泰位于罗讷河左岸的一处冲积平原上，境内以平原为主，市镇中心地势平坦，全境海拔在16到30米之间。

### 水文
勒蓬泰位于罗讷河流域范围内，罗讷河干流自北转西南流经市镇范围西侧，隔河与巴尔特拉斯岛相望；人工开凿的沃克吕兹运河从镇中心经过，该河历史上为阿维尼翁的主要输水通道。

### 植被
勒蓬泰属于温带阔叶混交林区，林地多分布于河流附近。法尔格庄园附近的林地被开辟为市府公园（Parc de la Mairie），后者现为当地主要的城市绿地。
在鲜花城市的评比中，勒蓬泰被评为2星级鲜花城市。

### 气候
勒蓬泰在柯本气候分类法中属于地中海气候。
距离勒蓬泰最近的常年气象站位于阿维尼翁境内，以下为该气象站的数据（日照数据取自尼姆气象站）：
| 阿维尼翁 1981年－2020年 | 阿维尼翁 1981年－2020年 | 阿维尼翁 1981年－2020年 | 阿维尼翁 1981年－2020年 | 阿维尼翁 1981年－2020年 | 阿维尼翁 1981年－2020年 | 阿维尼翁 1981年－2020年 | 阿维尼翁 1981年－2020年 | 阿维尼翁 1981年－2020年 | 阿维尼翁 1981年－2020年 | 阿维尼翁 1981年－2020年 | 阿维尼翁 1981年－2020年 | 阿维尼翁 1981年－2020年 | 阿维尼翁 1981年－2020年 |
| 月份                    | 1月                     | 2月                     | 3月                     | 4月                     | 5月                     | 6月                     | 7月                     | 8月                     | 9月                     | 10月                    | 11月                    | 12月                    | 全年                    |
| ----------------------- | ----------------------- | ----------------------- | ----------------------- | ----------------------- | ----------------------- | ----------------------- | ----------------------- | ----------------------- | ----------------------- | ----------------------- | ----------------------- | ----------------------- | ----------------------- |
| 历史最高温 °C（°F）     | 20.8 (69.4)             | 23.1 (73.6)             | 26.7 (80.1)             | 31.4 (88.5)             | 34.2 (93.6)             | 42.8 (109.0)            | 39.6 (103.3)            | 40.9 (105.6)            | 35.5 (95.9)             | 30.8 (87.4)             | 23 (73)                 | 19.3 (66.7)             | 42.8 (109.0)            |
| 平均高温 °C（°F）       | 10.3 (50.5)             | 12.3 (54.1)             | 16.3 (61.3)             | 19.3 (66.7)             | 24.0 (75.2)             | 28.4 (83.1)             | 31.2 (88.2)             | 30.7 (87.3)             | 25.2 (77.4)             | 20.7 (69.3)             | 14.1 (57.4)             | 10.3 (50.5)             | 20.2 (68.4)             |
| 日均气温 °C（°F）       | 6.0 (42.8)              | 7.4 (45.3)              | 10.7 (51.3)             | 13.5 (56.3)             | 18.0 (64.4)             | 22.1 (71.8)             | 24.7 (76.5)             | 24.2 (75.6)             | 19.5 (67.1)             | 15.7 (60.3)             | 10.0 (50.0)             | 6.3 (43.3)              | 14.8 (58.7)             |
| 平均低温 °C（°F）       | 1.8 (35.2)              | 2.5 (36.5)              | 5.1 (41.2)              | 7.8 (46.0)              | 12 (54)                 | 15.7 (60.3)             | 18.1 (64.6)             | 17.8 (64.0)             | 13.8 (56.8)             | 10.7 (51.3)             | 5.8 (42.4)              | 2.4 (36.3)              | 9.5 (49.0)              |
| 历史最低温 °C（°F）     | −8.7 (16.3)             | −7.8 (18.0)             | −9.9 (14.2)             | −1 (30)                 | 2.4 (36.3)              | 6.7 (44.1)              | 10.7 (51.3)             | 9.5 (49.1)              | 5.5 (41.9)              | −2 (28)                 | −7.1 (19.2)             | −8.6 (16.5)             | −9.9 (14.2)             |
| 平均降水量 mm（）       | 59.7 (2.35)             | 34.5 (1.36)             | 32.6 (1.28)             | 62.1 (2.44)             | 61.1 (2.41)             | 32 (1.3)                | 21.9 (0.86)             | 32.7 (1.29)             | 117.2 (4.61)            | 90.8 (3.57)             | 80.9 (3.19)             | 51.1 (2.01)             | 676.6 (26.67)           |
| 月均日照時數            | 141.6                   | 166.3                   | 222.2                   | 229.8                   | 262                     | 311                     | 341.1                   | 301.6                   | 239                     | 166.6                   | 147.9                   | 134                     | 2,663.1                 |
| 来源：infoclimat        |                         |                         |                         |                         |                         |                         |                         |                         |                         |                         |                         |                         |                         |

## 行政区划
勒蓬泰的市镇编号为84092，邮政编号为84130。
在行政管理方面，勒蓬泰隶属于法国普罗旺斯-阿尔卑斯-蓝色海岸大区沃克吕兹省阿维尼翁区；在地方选举方面，勒蓬泰是勒蓬泰县的中央投票站所在地，其市镇范围全境被划入沃克吕兹省第一选区；在社会管理方面，勒蓬泰是大阿维尼翁城市圈公共社区的组成部分。
勒蓬泰市镇被划为7个街区，实行街区自治制度。截至2023年4月，勒蓬泰市镇范围内的朗博营地-莱梅里德（Camp Rambaud - Les Mérides）和霞飞-市中心（Joffre et Centre Ville）两个街区为城市政策优先街区。
法国国家统计与经济研究所（简称）在进行数据统计时，将勒蓬泰及相邻的另外58个市镇设为阿维尼翁城市核心区，并将包括核心区在内的周边共97个市镇划为阿维尼翁城市区。自2020年起，勒蓬泰城市区被包含48个市镇的阿维尼翁城市辐射区代替。此外，还将勒蓬泰市镇分为了七个“块区”（IRIS），以便于统计人口分布情况。

## 交通

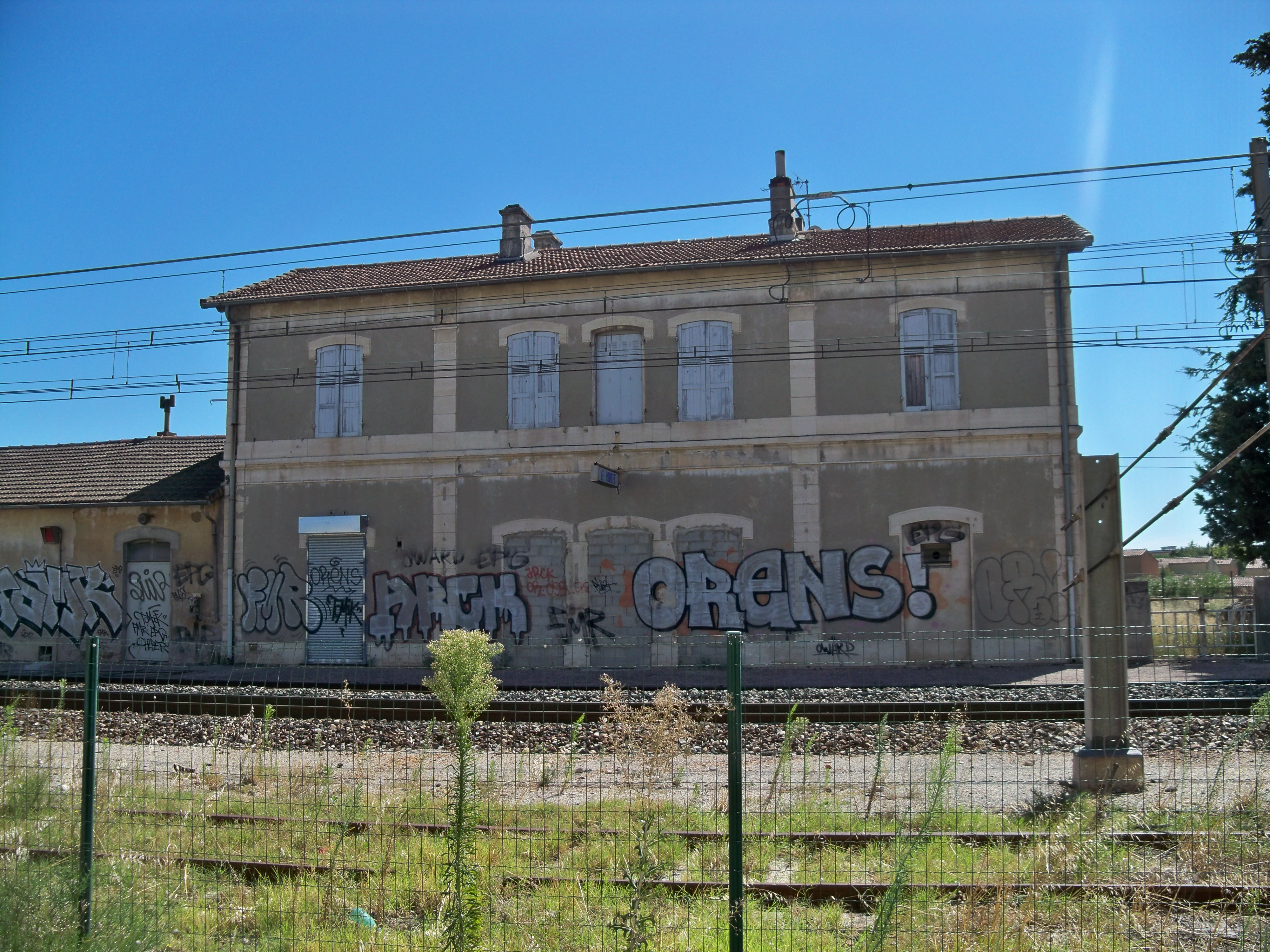
废弃的勒蓬泰火车站站房

### 公路
多条沃克吕兹省省道在勒蓬泰境内交汇。普罗旺斯-阿尔卑斯-蓝色海岸大区下属的城际客运提供巴士线路，可前往周边部分市镇。
| 23 | 4.4 |

| 阿维尼翁 | 6 |

| 卡庞特拉 | 22 |

| 索尔格河畔利勒 | 20 |

2019年，79.8%的勒蓬泰家庭拥有至少一辆私人汽车。2021年，勒蓬泰境内共发生各类交通事故11起，造成2人遇难，11人受伤，其中5人重伤。

### 铁路
勒蓬泰位于巴黎－马赛铁路上，原有的勒蓬泰站于20世纪中期关闭。勒蓬泰距离蒙法韦站、索尔格-帕普新堡站、阿维尼翁中央站和阿维尼翁TGV站的公路里程分别约3公里、6公里、7公里和10公里，其中阿维尼翁中央站是一个区域性的铁路枢纽，该站每天开行前往巴黎方向的高速列车以及前往马赛、里昂、佩皮尼昂、卡瓦永等方向的区域列车。

### 航空
距离勒蓬泰最近的民用航空站为9公里外的阿维尼翁机场，该机场开行季节性的旅客航线。

### 城市公共交通
勒蓬泰是阿维尼翁城市公共交通（商业名称为）的服务范围，后者是大阿维尼翁城市圈公共社区的城市公共交通系统。截至2023年7月，该系统共包括一条有轨电车线路和数十条公交线路，其中公交C2线、P3线和8路、9路、12路、13路、14路经过勒蓬泰市区。

## 政治

### 市政内阁

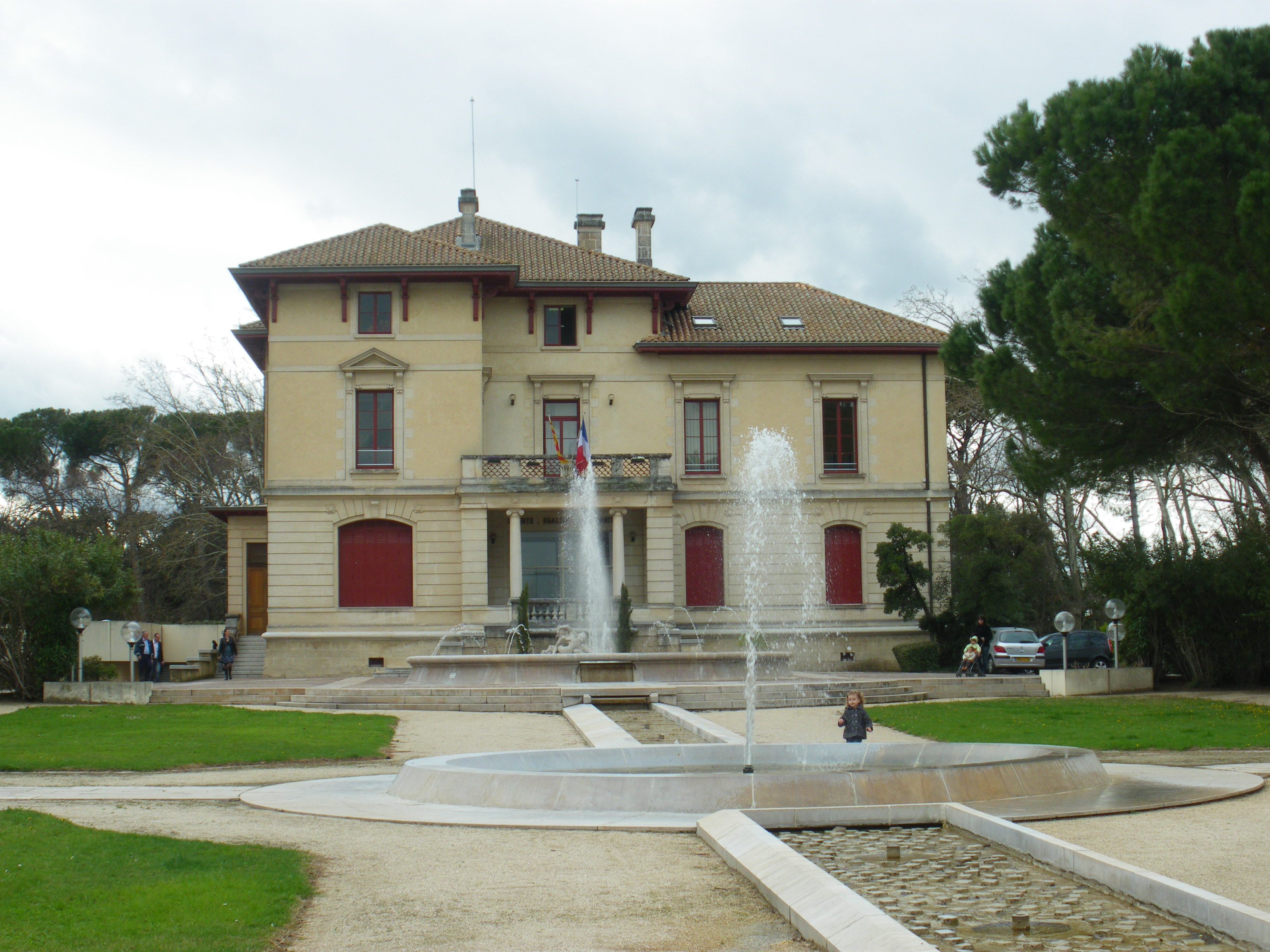
勒蓬泰市政厅

勒蓬泰的现任市长为若里斯·埃布拉尔先生，他是国民联盟的一名成员，在2020年的市政选举中获得了57.20%的支持率。
| 勒蓬泰历届市长 | 勒蓬泰历届市长                   | 勒蓬泰历届市长                     |
| 任期           | 市长                             | 党派                               |
| -------------- | -------------------------------- | ---------------------------------- |
| 1945年－1959年 | Louis GRAS 路易·格拉             | 不详                               |
| 1959年－1994年 | Régis DEROUDILHE 雷吉·德鲁迪耶   | DVD右翼无党派人士 →RPR保衛共和聯盟 |
| 1994年－2013年 | Alain CORTADE 阿兰·科尔塔德      | RPR保衛共和聯盟 →UMP人民运动联盟   |
| 2013年－2014年 | Béatrice LECOQ 贝阿特丽丝·勒科克 | UMP人民运动联盟                    |
| 2014年－2022年 | Joris HEBRARD 若里斯·埃布拉尔    | FN国民联盟 →RN国民联盟             |
| 2022年－2023年 | Patrick SUISSE 帕特里克·叙伊斯   | RN国民联盟                         |
| 2023年－       | Joris HEBRARD 若里斯·埃布拉尔    | RN国民联盟                         |

### 各级选举
| 勒蓬泰历届投票选举结果 | 勒蓬泰历届投票选举结果         | 勒蓬泰历届投票选举结果 | 勒蓬泰历届投票选举结果 | 勒蓬泰历届投票选举结果        | 勒蓬泰历届投票选举结果 | 勒蓬泰历届投票选举结果 | 勒蓬泰历届投票选举结果        | 勒蓬泰历届投票选举结果 | 勒蓬泰历届投票选举结果 |
| 选举项目               | 选举范围                       | 选区单位               | 选区单位内的选举结果   | 选区单位内的选举结果          | 选区单位内的选举结果   | 选区单位内的选举结果   | 选区单位内的选举结果          | 选区单位内的选举结果   | 参考资料               |
| 选举项目               | 选举范围                       | 选区单位               | 第一轮胜出者           | 第一轮胜出者                  | 支持率                 | 第二轮胜出者           | 第二轮胜出者                  | 支持率                 | 参考资料               |
| ---------------------- | ------------------------------ | ---------------------- | ---------------------- | ----------------------------- | ---------------------- | ---------------------- | ----------------------------- | ---------------------- | ---------------------- |
| 2017年法國總統選舉     | 法國                           | 市镇                   |                        | 玛丽娜·勒庞                   | 34.05%                 |                        | 埃马纽埃尔·马克龙             | 50.8%                  | [ 25 ]                 |
| 2017年法国立法选举     | 沃克吕兹省第一选区             | 市镇                   |                        | 安娜-索菲·里戈                | 37.7%                  |                        | 安娜-索菲·里戈                | 55.08%                 | [ 25 ]                 |
| 2019年欧洲议会选举     | 法國                           | 市镇                   |                        | 若尔当·巴尔代拉               | 39.43%                 | （不适用）             | （不适用）                    | （不适用）             | [ 27 ]                 |
| 2021年法国省级选举     | 沃克吕兹省                     | 县                     |                        | 达尼埃勒·布兰 若里斯·埃布拉尔 | 59.83%                 |                        | 达尼埃勒·布兰 若里斯·埃布拉尔 | 59.53%                 | [ 28 ]                 |
| 2021年法国省级选举     | 沃克吕兹省                     | 市镇                   |                        | 达尼埃勒·布兰 若里斯·埃布拉尔 | 66.02%                 |                        | 达尼埃勒·布兰 若里斯·埃布拉尔 | 65.25%                 | [ 28 ]                 |
| 2021年法国大区选举     | 普罗旺斯-阿尔卑斯-蔚蓝海岸大区 | 市镇                   |                        | 蒂埃里·马里亚尼               | 52.72%                 |                        | 蒂埃里·马里亚尼               | 58%                    | [ 29 ]                 |
| 2022年法国总统选举     | 法國                           | 市镇                   |                        | 玛丽娜·勒庞                   | 33.02%                 |                        | 玛丽娜·勒庞                   | 53.21%                 | [ 25 ]                 |
| 2022年法国立法选举     | 沃克吕兹省第一选区             | 市镇                   |                        | 若里斯·埃布拉尔               | 46.91%                 |                        | 若里斯·埃布拉尔               | 67.54%                 | [ 25 ]                 |

## 人口
2020年，勒蓬泰市镇人口数量为17,018，在法国排名第563位。其中男性8,531人，女性8,510人，75岁及以上人口占8.6%，移民人口（外籍及出生于法国以外的法籍人士）数量为2,436人，人口密度为1,580人/平方公里，当地居民被称为（男性）或（女性）。2020年，勒蓬泰境内出生216人，死亡人口150人。
| 勒蓬泰1926年－2020年人口变化情况 |
|                                  |
| 数据来源：Cassini、INSEE         |

## 经济
勒蓬泰是一个区域性的中心城市。截至2023年7月，勒蓬泰市镇范围内共有各类用人单位（包含自雇）2,733家，平均历史为13年，其中97.65%为中小型企业（PME），2023年5月至7月间，当地的经济活力指数为0.04%。（食品销售）、（食品）及（汽车销售）是当地2021年营业额最高的三个企业，分别为116,586,969欧元、80,749,721欧元和52,586,573欧元。

## 财政与居民收入
2021年，勒蓬泰的财政收入总额为30,924,600欧元，财政支出总额为26,253,600欧元，当年的债务总额为16,010,400欧元。2021年，勒蓬泰市镇通过增值税获得384,880欧元的收入，此外当地还共获得了428,880欧元的国家直接财政补助。
2019年，勒蓬泰的人均月收入总额为2,022欧元，其中高级职员为3,402欧元，低于法国平均水平（4,230欧元）；中级职员为2,244欧元，低于法国平均水平（2,411欧元）；普通职员为1,738欧元，亦低于法国平均水平（1,740欧元）。
2019年，勒蓬泰境内的贫困率为24%，青壮年（15至64岁）失业率为17.3%；当地36.8%的家庭拥有纳税资格，平均纳税2,173欧元，低于法国平均水平（4,393欧元）。

## 社会事务

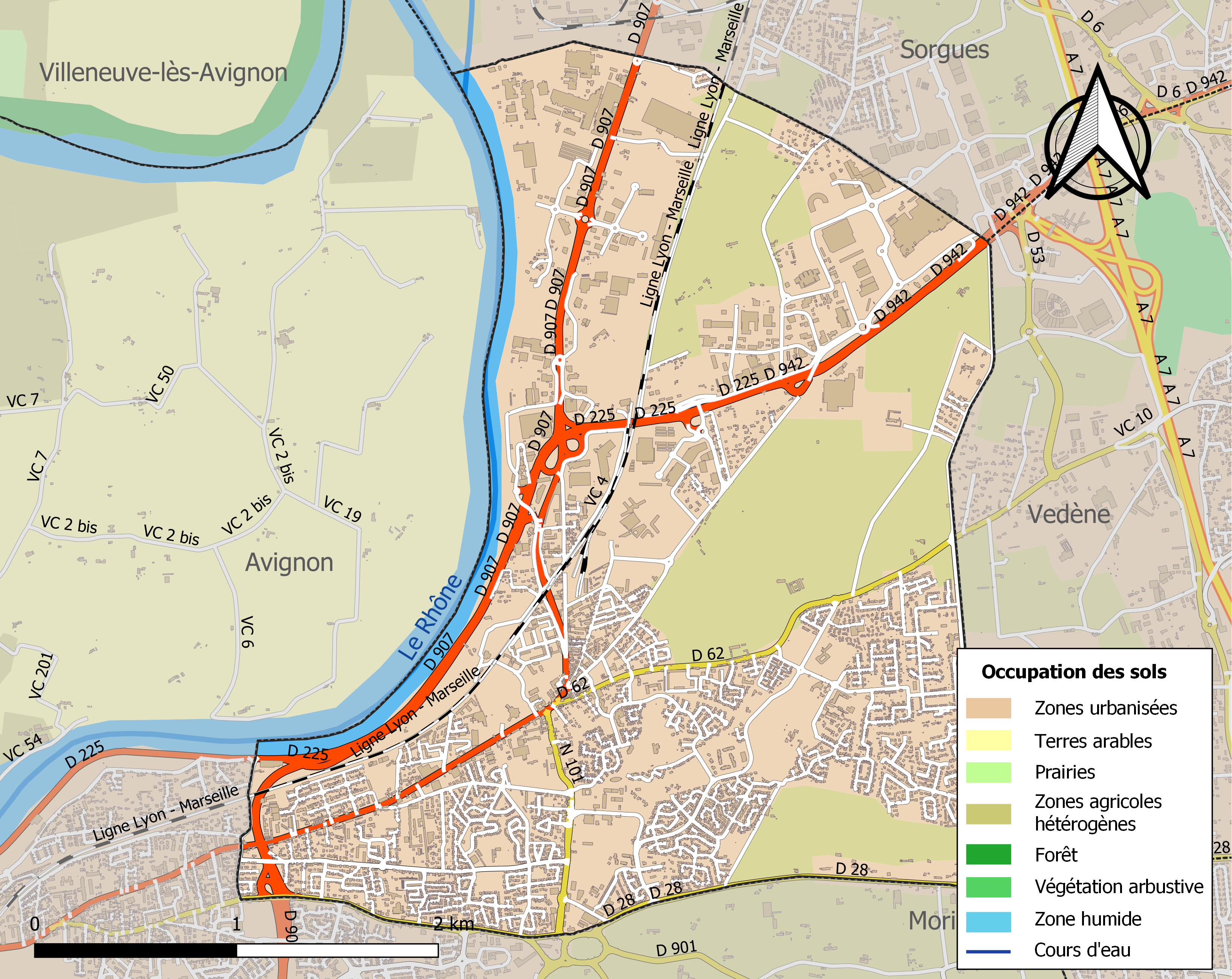
勒蓬泰土地利用情况地图

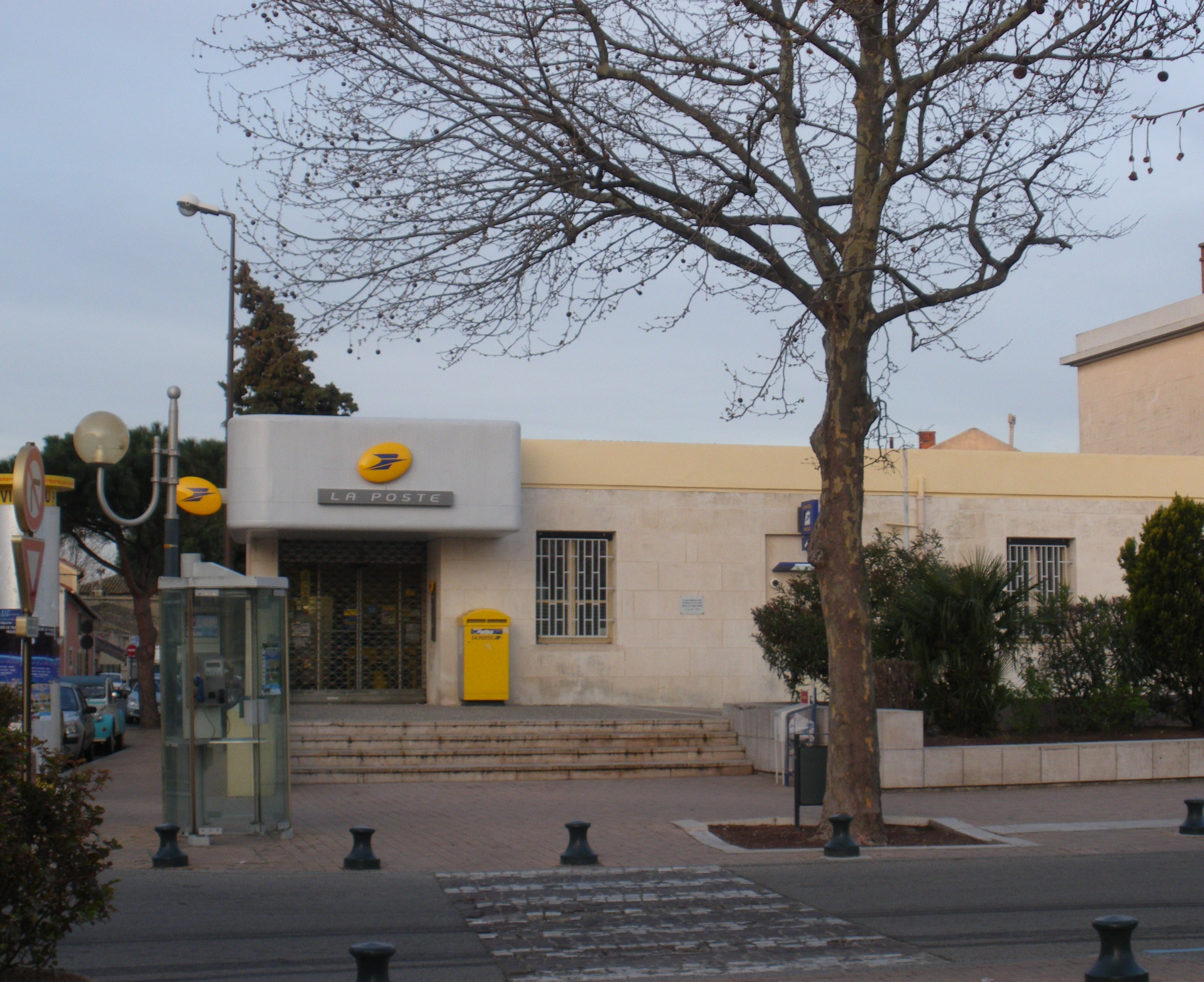
邮局

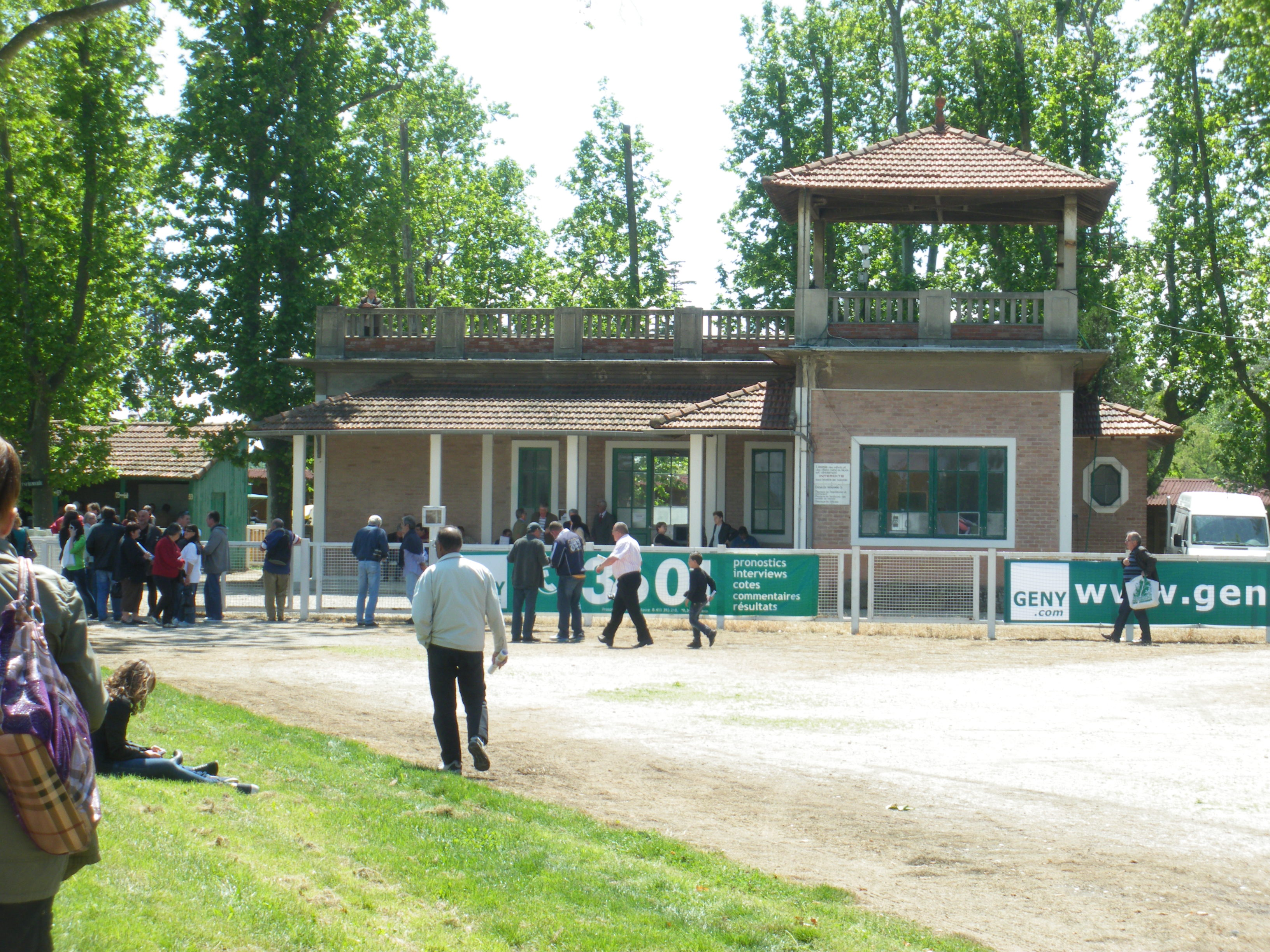
罗贝尔蒂跑马场

### 教育
勒蓬泰属于艾克斯-马赛学区。截至2021年1月1日，勒蓬泰境内共有4所幼儿园、6所小学和1所初级中学。2021至2022学年度，勒蓬泰境内共有在校中等教育阶段学730名。

### 医疗
截至2021年1月1日，勒蓬泰境内共有全科医生26名、保健师22名、牙医15名、护士73名、耳科医生1名、眼科医生1名、助产士2名和儿科医生1名。境内共有药房7家。
距离勒蓬泰最近的区域性医疗机构为阿维尼翁中心医院（Centre Hospitalier d'Avignon），其主病区亨利·迪福医院（Hôpital Henri Duffaut）位于阿维尼翁市区南部，距离勒蓬泰市区的正常车程大约15分钟，该院设有床位970个，是当地规模最大的公立综合性医院。

### 住房
2019年，勒蓬泰境内共有各类住房7,863套，其中57.5%为独立式居民区，41.6%为集中式居民区。常住房屋占勒蓬泰市镇范围内居民建筑总量的91.3%。
在住房保障政策方面，2021年，勒蓬泰境内共有1,940户家庭获得了住房经济补助，受益人数占总人口数量的11.4%，其中1,810份为房租补助。

### 商业
2021年，勒蓬泰境内共有各类实体商铺601家，其中餐厅93家、大型超市7家、杂货店10家、面包房13家、肉铺4家、书店1家、装饰品店4家、银行门店9家、美容美发店39家、汽车维修店36家。北阿维尼翁商业区位于勒蓬泰市区北部，该区域建有多个大型商场，包括欧尚、宜家、Intersport、Leroy Merlin、Kiabi、Boulanger、Darty等。

### 体育
2021年，勒蓬泰境内共有1家游泳池、4间体育馆、1座综合体育场、15处网球场、1处马术场、11处足球或橄榄球场以及4处篮球或排球场。罗贝尔蒂跑马场建于1868年，现为阿维尼翁地区主要的跑马场之一。
截至2023年7月，沃代讷-勒蓬泰运动员俱乐部（Athlétic Club Vedène Le Pontet，编号517701）是勒蓬泰境内唯一的一家注册足球俱乐部，该足球队成立于2020年，其主队2023至2024赛季参加地中海足球联赛甲组（法国第六级别），其主场为蒙博尔球场（Stade de Montbord）。

### 环境
勒蓬泰的环境事务由其所属的大阿维尼翁城市圈公共社区联合各级政府协调负责。2021年，勒蓬泰境内共有5家污染企业。

### 治安
2021年，勒蓬泰市镇范围内有1处宪兵队。
勒蓬泰及其附近的共13个市镇是阿维尼翁国家宪兵队的管辖范围。2020年，该宪兵队累计记录各类案件4,255起，其中盗窃类案件2,262起，经济类案件571起，毒品交易类案件277起。

## 文化

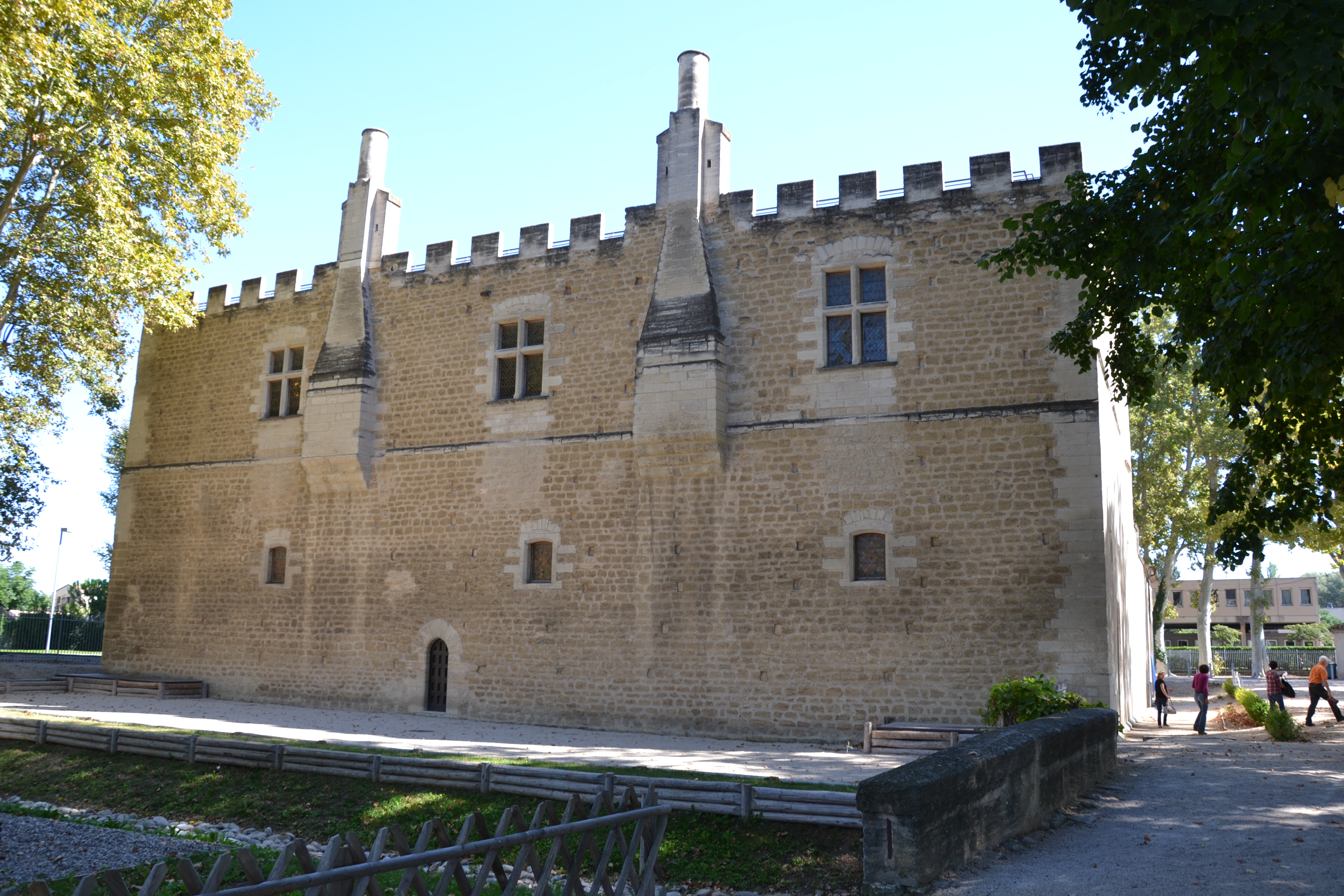
法尔格城堡

2021年，勒蓬泰境内有1家电影院。勒蓬泰境内建有一处市政图书馆，除法定节假日外全年向公众开放。

### 建筑
勒蓬泰境内有多处历史建筑，其中法尔格城堡为法国国家文物保护单位，镇中心的救主圣母教堂（Église Notre-Dame-de-Bon-Secours du Pontet）则是当地的地标性建筑物。

### 旅游
勒蓬泰的旅游事务由其所属的大阿维尼翁城市圈公共社区负责。2022年，勒蓬泰境内共有10家酒店共计594间房间；另有1个露营地，可容纳共100辆露营车。

### 媒体
法国主要的媒体均可在勒蓬泰接收，法国电视三台下属的普罗旺斯-阿尔卑斯-蓝色海岸大区频道在部分时段播出勒蓬泰所在沃克吕兹省的地方新闻。《沃克吕兹晨报》、《普罗旺斯报》、蓝色法兰西沃克吕兹广播、卡马尔格广播等是当地主要的地方性媒体。

## 相关人物
法国空军将领莫里斯·沙勒和网球运动员斯泰凡·西米扬出生于勒蓬泰。

## 友好城市
截至2023年7月，勒蓬泰共与一座城市建立了友好城市关系：
- 德国 美因河畔霍赫海姆